# Северная Англия

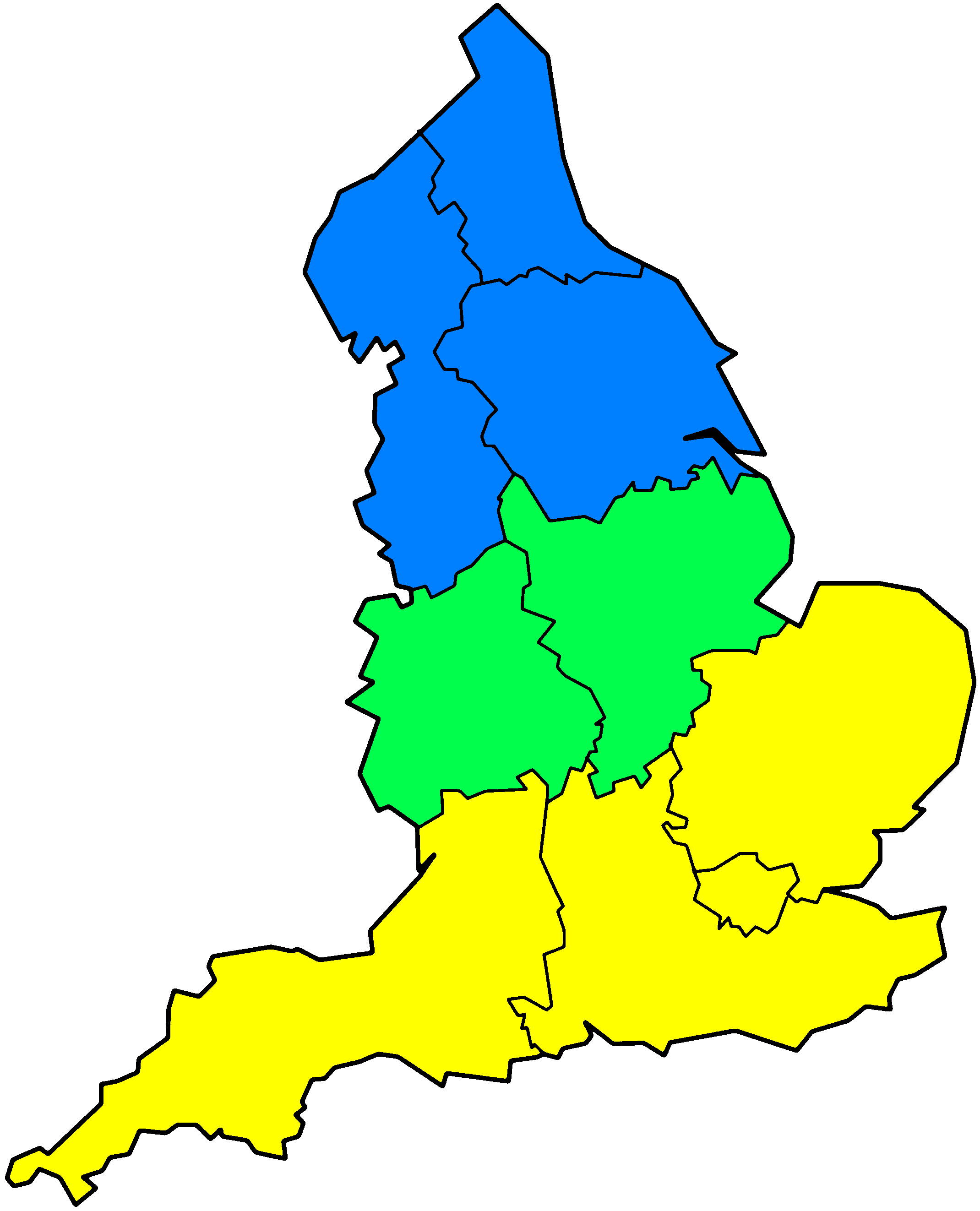
Территория Северной Англии обозначена синим цветом, территория Мидленда — зелёным, территория Южной Англии — жёлтым.

Северная Англия (англ. Northern England) — историко-культурная область Англии, охватывающая территорию приблизительно от рек Трент и Ди на юге до границы с Шотландией на севере. В статистических целях Северная Англия трактуется как объединение трёх регионов: Северо-Западной Англии, Йоркшира и Хамбера и Северо-Восточной Англии. Площадь Северной Англии составляет 37 331 км², население (на 2011 год) около 14,9 миллионов человек.